# Народна Социјалистичка Република Албанија
Народна Социјалистичка Република Албанија (алб. Republika Popullore Socialiste e Shqipërisë) је била комунистичка држава. Проглашена је јануара 1946. под називом Народна Република Албанија, који је носила до 1976. Током 1992. променила је назив у Република Албанија, када је укинут социјалистички облик владавине. Од 1946. до 1991. године, Партија рада Албаније (ПРА) имала је уставно утврђен монопол на државну власт, који је спроводила колонизацијом државе и других масовних организација, и контролом над врховним органом државне власти Албаније, Народном скупштином.
Комунистичка Албанија је основана након завршетка Другог светског рата, наследивши комунистички доминирану Демократску владу Албаније предвођену Народноослободилачким покретом (или LANÇ). Под вођством НОАК-а и посебно Енвера Хоџе, Албанија је следила антиревизионистички облик марксизма-лењинизма, што је довело до албанско-совјетског раскола 1956. године, а затим и кинеско-албанског раскола 1978. године. Државом је прво руководио Енвер Хоџа од 1946. до 1985. године, а затим Рамиз Алија од 1985. до 1991. године. Период вођства Енвера Хоџе се обично назива Хоџаистичка Албанија и Хоџаистички режим.
Научници, попут Матилде Пајо, описују Албанију као тоталитарну државу, а ограничења путовања и виза учинила су је једном од најтежих земаља за посету или путовање из ње. Као једина земља са муслиманском већином у Европи (поред Турске) у то време, прогласила се првом атеистичком државом на свету 1967. године, али након пада комунизма у Албанији 1991. године, практиковање религије се полако повећавало. Била је једина чланица Варшавског пакта која се формално повукла из савеза пре 1990. године, што је било узроковано инвазијом Варшавског пакта на Чехословачку у августу 1968. Влада је спровела реформе које су имале за циљ модернизацију Албаније, а оне су резултирале значајним напретком у областима индустрије, пољопривреде, образовања, уметности и културе, што је допринело општем повећању животног стандарда албанског становништва. Међутим, ови догађаји су се поклопили са политичком репресијом тајне полиције, Сигурими, у сврху спречавања контрареволуције, што је укључивало отпуштање са посла, затварање у логоре за принудни рад и погубљења.
Први вишестраначки избори у Социјалистичкој Албанији одржани су 31. марта 1991. године – комунисти су освојили већину у прелазној влади. Република Албанија је проглашена 29. априла 1991. године, а први парламентарни избори у земљи одржани су 22. марта 1992. године, што је довело до победе антикомунистичке опозиције. 7. априла 1992. године сви комунистички симболи су уклоњени, а правни темељ Народне Социјалистичке Републике Албаније укинут је тек 28. новембра 1998. године усвајањем новог Устава Албаније.

## Историја
Током Другог светског рата Албанци су повели борбу против Италијана, који су 1939. године анектирали Албанију. Борбом је руководила албанска комунистичка партија, уз помоћ Народноослободилачког покрета Југославије.
Пред крај 1944. године читава Албанија је била ослобођена, а 1945. године је успостављена тзв. „власт народне демократије“. Децембра 1945. године одржани су избори за Уставотворну скупштину, на којима је листа Народноослободилачког фронта Албаније предвођена Енвером Хоџом освојила 93% гласова.
Скупштина је јануара 1946. године укинула монархију и прогласила Народну Републику Албанију. Убрзо после тога Албанија је добила свој први Устав, углавном, по угледу на Устав ФНРЈ, који је донесен, такође, 1946. године.
Године 1967. НР Албанија је проглашена првом атеистичком земљом у свету, а 1976. године добила је нови Устав којим је Албанија декларисана као „држава диктатуре пролетаријата, која изражава и брани права свих трудбеника“. У овом Уставу се још наводи да је Албанија ступила у етапу потпуне изградње социјалистичког друштва и да је њен циљ „остварење потпуне изградње социјализма и комунизма“. Истим уставом НР Албанија је променила назив у Народна Социјалистичка Република Албанија.
Спољна политика НР Албаније се често радикално мењала. У почетку је Албанија имала изузетно добре односе са Југославијом, до 1948. године када је ступила Резолуција Информбироа. Потом се Албанија окреће Совјетском Савезу, али после смрти Јосифа Стаљина и почетка процеса „дестаљинизације“ у СССР-у, Албанија се окреће Кини. Добри односи са Народном Републиком Кином су трајали све до смрти Мао Цедунга.
Албанија је од 1955. године била чланица Варшавског пакта. Године 1961. престала да подржава савез, као резултат Кинеско-совјетске поделе, а званично се повукла из пакта 1968. године, после Совјетске интервенције у Чехословачкој.

## Односи између Албаније и СФРЈ
Југославија је била прва земља, чланица антихитлеровске коалиције, која је признала владу Народне Републике Албаније, још априла 1945. године и са њом успоставила дипломатске односе. Залагала се да се Албанији призна статус савезничке земље и по том основу да ужива сва права која јој припадају. Југословенска влада је прихватила молбу Албаније и заступала и штитила њене интересе у 16 европских земаља, преко својих дипломатских и конзуларних представништава.
Након изузетно пријатељске сарадње две земље, после Резолуције Информбироа, јуна 1948. године, долази до изненадног и наглог заокрета у међудржавним односима. Албанија је само један дан после усвајања Резолуције једнострано раскинула чак 27 билатералних уговора, споразума и аранжмана. Одмах потом је затражила да сви југословенски стручњаци, саветници и специјалисти напусте Албанију у року од 48 часова. Почела је организована кампања против ФНРЈ у којој су учествовала штампа, радио, партијски и државни органи на челу са најодговорнијим албанским руководиоцима. О тој и таквој активности Албаније, Југославија је 1961. године припремила Белу књигу и презентовала је Уједињеним нацијама.
У периоду од 1948. до 1958. године организовано је 649 пограничних инцидената или других диверзантских и субверзивних акција против Југославије. Интензитет је био најјачи 1949, 1950. и 1951. године. На југословенско-албанској граници су у периоду између 1948. и 1954. године убијена 12 и рањена 22 југословенска граничара. У 1960. години издата су чак 21 званична саопштења у којима се напада Југославија. На радију или у штампи 1959. и 1960. године објављено је 486 чланака, коментара, предавања са антијугословенским садржајем.
На Осмом конгресу Партије рада Албаније, који је одржан од 1. до 8. новембра 1981. године, Албанско руководство је пружило јаку подршку албанским сепаратистима на САП Косову (види: Немири на Косову и Метохији 1981.) и заузело веома оштар став у осуди југословенске политике према албанској мањини у СФР Југославији.

## Функционери Народне Републике Албаније

### Председници
- Председник Председништва Антифашистичког већа народног ослобођења Албаније (1944-1946):
  - Омер Нишани (26. мај 1944 — 12. јануар 1946)
- Председници Президијума Народне скупштине (1946—1991):
  - Омер Нишани (12. јануар 1946 — 1. август 1953)
  - Хаџи Љеши (1. август 1953 — 22. новембар 1982)
  - Рамиз Алија (22. новембар 1982 — 30. април 1991)

### Премијери
- Председници Већа министара (1946-1991):
  - Енвер Хоџа (1. јануар 1946 — 20. јул 1954)
  - Мехмет Шеху (20. јул 1954 — 18. децембар 1981)
  - Адил Чарчани (18. децембар 1981 — 22. фебруар 1991)